# Oulipo
A Ouvroir de Littérature Potentielle (algo próximo a "Oficina de Literatura Potencial"), geralmente referido pela sigla em francês, Oulipo (ou OuLiPo ), é um grupo de pesquisa literária fundado em 1960 pelo matemático François Le Lionnais e pelo escritor e poeta Raymond Queneau. Tem como objetivo descobrir novas potencialidades da linguagem e modernizar a expressão através de jogos de escrita. O grupo é famoso pelos desafios matemáticos impostos à linguagem, fomentando a astúcia criativa. A Oulipo se baseia no princípio de que a escrita constrangida provoca e incentiva a procura de soluções originais. É preciso romper hábitos para alcançar algo novo. Assim, os membros fundadores gostavam de se descrever como “ratos que constroem eles próprios o labirinto do qual pretendem escapar".
A OuLiPo é primeiro definido pelo que não é:

Não é um movimento literário

Não é um seminário científico

Não é literatura aleatória

Suas pesquisas são inofensivas, artesanais e empolgantes.
Os membros do Oulipo reúnem-se uma vez por mês para refletir sobre as noções de “constrangimento", de "literatura potencial”, e produzir novas estruturas destinadas a incentivar a criação.
Oulipo também realiza oficinas de escrita e compartilha suas criações mensalmente durante as quintas-feiras de Oulipo na Biblioteca Nacional da França.

## Histórico

### Fundação
Quando a Segunda Guerra Mundial iniciou-se, François Le Lionnais leu todos os romances que Raymond Queneau havia publicado até então. Eles se conheceram durante a preparação da edição de Grands Currents of Mathematical Thought, concluída pela primeira vez em 1948. Foi com a volta de Le Lionnais, deportado para Dora, que começaram a reunir-se regularmente: suas discussões eram ricas em digressões e temas variados, desde a conjectura de Goldbach até Sei Shonagon .

### Influências

#### Patafísica
A 'Patafísica influenciou fortemente Oulipo, organizacional e conceitualmente - ao menos no início.
Raymond Queneau, François Le Lionnais, Noël Arnaud e Latis eram membros eminentes da Academia de Patafísica . A partir da segunda reunião, em dezembro de 1960, e apesar da relutância de Jean Lescure, o grupo foi incluído na Comissão de Composições, sendo atribuído a cada membro o título de dataire. Em 1966, Oulipo foi elevada ao posto de Co-Comissão  e, em 2000, ao posto de Comissão  .
Foi no número 17 dos Dossiês, a revista da Academia, que apareceram os primeiros trabalhos da Oulipo, ao final de 1961. Mas é neste ponto que fica claro que os dois grupos perseguem objectivos diferentes: as soluções imaginárias, objeto de trabalho da Academia, diferiam muito das potencialidades buscadas por Oulipo, que seriam, mais propriamente, soluções reais para problemas imaginários .
As relações se enfraqueceram devido à morte de membros históricos, e à ocultação da Academia, de 1975 a 2000 . "Se não houver realmente um divórcio, provavelmente falaremos de separação judicial", Paul Braffort resumiu.

## Atividades

### Manifestos
Oulipo, especificamente o membro François Le Lionnais, publicou dois Manifestos e preparou um terceiro. Prolegômenos para um possível quarto, escrito por Noël Arnaud, então presidente do grupo, apareceu em inglês  .
O primeiro manifesto apareceu em Dezembro de 1961 na n° 17 dos Dossiês da Academia de 'Patafísica, intitulado Exercícios de literatura potencial . Seu título é simplesmente La Lipo, sem a palavra Manifesto, que seria acrescentada entre parênteses quando o volume intitulado La Littérature Potentiale foi publicado pela Gallimard em 1973. Este breve texto expõe alguns princípios da literatura potencial, recusando explicitamente dar uma definição, insiste na existência de constrangimentos literários que devem, mais ou menos a despeito de si mesmos, serem respeitados pelo autor, mesmo alegando ser inspirado por estes, e define a futura obra de Oulipo como pesquisa "sistemática e científica" de novas fórmulas literárias, a fim de "abrir novos caminhos desconhecidos pelos nossos antecessores", embora reivindicando um aspecto lúdico.

## Constrangimentos literários

### Exemplos

#### S+7
Inventado por Jean Lescure em fevereiro de 1961, o método S+7 permite a criação de novos textos substituindo cada substantivo que aparecer num determinado texto-base pelo sétimo substantivo que o segue num determinado dicionário (variando enormemente dependendo do dicionário usado).

#### Lipograma
Um lipograma é um texto no qual o autor propõe-se a não utilizar uma letra ou, às vezes, várias. Palavras que contenham esta letra ou estas letras  são, portanto, proibidas. O romance La Disparition de Georges Perec foi, portanto, inteiramente escrito sem a letra e .

#### Bola de neve
Uma bola de neve é um poema cujos versos são formados por uma única palavra, sendo que o primeiro é composto por uma palavra de uma letra, o segundo por uma palavra de duas letras, o terceiro por uma palavra de três letras e o enésimo de uma palavra de n letras.